# Grand Prix de Fourmies 2007
La 75e édition du Grand Prix de Fourmies, s'est déroulée le 16 septembre 2007 sur le circuit traditionnel tracé autour de la commune de Fourmies.
L'épreuve a été remporté par le Slovaque Peter Velits qui a devancé au sprint ses compagnons d'échappée Daniele Nardello, Baden Cooke et Manuel Quinziato. Deux semaines après sa victoire à Fourmies, Peter Velits devenait champion du monde espoirs sur le circuit de Stuttgart. Seuls 31 coureurs ont franchi la ligne d'arrivée. Une erreur d'aiguillage d'un signaleur aurait mis hors-course le reste du peloton.

## Présentation

### Parcours
La 75e édition du Grand Prix de Fourmies a emprunté, comme à son habitude, un parcours comprenant plusieurs boucles. Une première menant les coureurs du départ en centre-ville de Fourmies jusqu'à la ville de Jeumont ramenant ensuite le peloton vers Fourmies en passant notamment sur des routes escarpées et exposées au vent. Le peloton a ensuite du emprunter à six reprises une boucle d'une dizaine de kilomètres tracée dans Fourmies avant de se disputer la victoire.

## Classement final
|    | Coureur                | Pays        | Équipe                                |    | Temps           |
| -- | ---------------------- | ----------- | ------------------------------------- | -- | --------------- |
| 1  | Peter Velits           | Slovaquie   | Wiesnhof-Felt                         | en | 4 h 25 min 32 s |
| 2  | Daniele Nardello       | Italie      | Team LPR                              | +  | m.t             |
| 3  | Baden Cooke            | Australie   | Canyon                                |    | m.t             |
| 4  | Manuel Quinziato       | Italie      | Liquigas                              |    | m.t             |
| 5  | Simon Gerrans          | Australie   | AG2R Prévoyance                       |    | 14 s            |
| 6  | José Enrique Gutiérrez | Espagne     | Team LPR                              |    | m.t             |
| 7  | Christophe Diguet      | France      | Auber 93                              |    | 17 s            |
| 8  | Bram Tankink           | Pays-Bas    | Quick Step-Innergetic                 |    | m.t             |
| 9  | Vasil Kiryienka        | Biélorussie | Tinkoff Credit Systems                |    | 23 s            |
| 10 | Frederik Veuchelen     | Belgique    | Chocolade Jacques-Topsport Vlaanderen |    | 2 min 47 s      |